# نیروی برشی

نیروهای برشی موازی که در جهت مخالف به نقاط متفاوتی از جسم فشار می‌آورند می‌توانند باعث ایجاد برش در جسم شوند. اگر نیروها مستقیماً رو به هم باشند، موجب تراکم می‌شوند.

نیروی بُرشی به نیرویی گفته می‌شود که در جهت ایجاد بُرش در جسم داشته باشد. نیروی برشی به صورت جمع جبری نیروهای عرضی وارد بر دو طرف سطح مقطع تعریف می‌شود.